# Jean-Jacques Moreau (acteur)
Pour les articles homonymes, voir Jean-Jacques Moreau et Moreau.
Jean-Jacques Moreau est un acteur français, né le 4 février 1947 à Stains.

## Biographie
Jean-Jacques Moreau a une carrière aussi bien au théâtre qu'au cinéma, dans des films comme Les Aventures de Rabbi Jacob, Quelques messieurs trop tranquilles et Diva, ainsi qu'à la télévision et dans le doublage.

## Filmographie

### Cinéma
- 1971 : Il était une fois un flic de Georges Lautner : Un inspecteur de la PJ
- 1972 : Avoir vingt ans dans les Aurès : Jacques
- 1973 : Les grands sentiments font les bons gueuletons de Michel Berny : Serge
- 1973 : Le Mariage à la mode
- 1973 : Quelques messieurs trop tranquilles de Georges Lautner : Le conducteur du bus
- 1973 : Les Aventures de Rabbi Jacob de Gérard Oury : le motard de la gendarmerie
- 1974 : Bons baisers... à lundi de Michel Audiard : Bob, un braqueur minable
- 1975 : Que la fête commence de Bertrand Tavernier : un paysan
- 1975 : La Soupe froide de Robert Pouret : Abel
- 1975 : L'Agression de Gérard Pirès
- 1975 : Pas de problème ! de Georges Lautner : un douanier français
- 1975 : On a retrouvé la septième compagnie de Robert Lamoureux: un officier allemand
- 1976 : Berthe : le mari
- 1976 : Cours après moi que je t'attrape de Robert Pouret : un serveur de café
- 1976 : Les Grands Moyens de Hubert Cornfield : Fred Conségude
- 1977 : Un amour de sable : Bernard
- 1977 : La Coccinelle à Monte-Carlo de Vincent McEveety : le conducteur de camion
- 1977 : L'Animal de Claude Zidi : Le chauffeur de taxi
- 1977 : Le mille-pattes fait des claquettes de Jean Girault : Henri
- 1978 : Les Petits Câlins de Jean-Marie Poiré
- 1978 : La Zizanie de Claude Zidi : le contremaître / l'adjoint au maire
- 1978 : La Jument vapeur
- 1978 : Ils sont fous ces sorciers de Georges Lautner : Tissaigre, le directeur
- 1978 : Vas-y maman de Nicole de Buron
- 1979 : Coco la Fleur, candidat : Delbois
- 1980 : Le Coup du parapluie : l'acteur du café-théâtre
- 1981 : Diva : Krantz
- 1981 : Rends-moi la clé : l'automobiliste
- 1981 : La vie continue : l'homme
- 1983 : Le Retour de Christophe Colon : Jean-Louis Delisle
- 1984 : La Septième Cible : Bolek
- 1985 : Urgence : Martel
- 1985 : Spécial Police de Michel Vianey : Pierre Salmon
- 1988 : Baby Blues de Daniel Moosmann : Michel Lambesque
- 1988 : Mon ami le traître : Vilar, l'avocat
- 1989 : La Vouivre : Victor
- 1989 : Cinq jours en juin : le garçon de la brasserie
- 1989 : L'Otage de l'Europe : Marchand
- 1990 : La Campagne de Cicéron : le metteur en scène
- 1991 : Plaisir d'amour de Nelly Kaplan : Smallow
- 1992 : Vagabond : François
- 1995 : Douce France : le gardien
- 2010 : Vénus noire de Abdellatif Kechiche : Henri de Blainville

### Télévision

#### Téléfilms
- 1974 : Cadoudal : Guillemot
- 1974 : Voltaire's Follies
- 1975 : Paul Gauguin de Roger Pigaut : Théo van Gogh
- 1976 : Robert Macaire : Pierre
- 1977 : Les Rebelles
- 1980 : Les Amours du mal-aimé : Blaise Cendrars
- 1988 : L'Énigme des sables de Philippe Vallois : Jacques (de la collection de téléfilms Cinéma 16)
- 1989 : Le Grand Secret : Leroy-Champier
- 1990 : Duo : Chevestre
- 1991 : L'Irlandaise : Jean Fabien
- 1992 : Princesse Alexandra : Metternich
- 1992 : Sniper : L'affaire Petracci : Saulmayer
- 1995 : Aime-toi toujours : Bertin
- 1995 : Les Louves : Pierre
- 1996 : La Bougeotte de Jean-Claude Morin : Jean
- 1996 : Sur un air de mambo : Gilles
- 1996 : La Comète : le messager
- 1997 : La Passe Montagne : Antoine
- 2007 : Agathe contre Agathe : le père d'Agathe Bird
- 2012 : La Grande Peinture

#### Séries télévisées
- 1974 : Les Faucheurs de marguerites : Gabriel Voisin
- 1976 : Bonjour Paris
- 1977 et 1995 : Les Cinq Dernières Minutes : Alain Meneau / Georges Bouvier
- 1979 : Le Journal
- 1979 : Joséphine ou la comédie des sentiments : Duroc
- 1980 : Les Incorrigibles : Serge Legrand
- 1982 : Mozart (feuilleton)
- 1984 : Des grives aux loups : Léon Dupeuch
- 1988 : L'Affaire Saint-Romans : Jeff Le Normand
- 1988 : Sueurs froides : un copropriétaire
- 1988 : Série noire, épisode 29, La Louve : Harlette
- 1989-1990 : Renseignements généraux : Lefranc
- 1991 et 2003 : Navarro : Blanchard / Dunois
- 1995 : L'Instit, épisode 3-01, Vanessa, la petite dormeuse de Philippe Triboit : le père de Vanessa
- 1998 : Passion interdite : Daniel
- 1999 : Madame le Proviseur : Martini
- 2000 : Un homme en colère : Jean Martin
- 2000 : Sandra et les siens : Dubreuil
- 2001 : Commissaire Moulin, épisode X-Fragile  : Cathala
- 2001 : Julie Lescaut, épisode Beauté fatale  : Antoine Fontaine
- 2001 : Les Cordier, juge et flic, épisode Saut périlleux : Simoni
- 2004 : B.R.I.G.A.D., épisode Noces rouges : Jacques Queroly
- 2006 : Louis Page, épisode Un rebelle dans la famille : Lenoir

## Théâtre
- 1967 : Les Visions de Simone Machard de Bertolt Brecht, mise en scène Gabriel Garran, théâtre de la Commune ; reprise 1968, théâtre-maison de la culture de Caen
- 1969 : Roméo et Juliette de William Shakespeare, mise en scène Denis Llorca, théâtre de l'Ouest parisien
- 1971 : Il faut que le sycomore coule de Jean-Michel Ribes, mise en scène de l'auteur, théâtre de Plaisance
- 1971 : La Nuit des rois de William Shakespeare, mise en scène Denis Llorca, Festival du Marais-hôtel d'Aumont ; reprise 1972, théâtre de l'Ouest parisien
- 1972 : La Mort des fantômes de Bernard Dabry, mise en scène Denis Llorca, théâtre de l'Ouest parisien
- 1972 : Les Vilains d'après Ruzzante, mise en scène Jacques Échantillon, Festival du Marais, théâtre de l'Atelier
- 1974 : L'Odyssée pour une tasse de thé de Jean-Michel Ribes, mise en scène de l'auteur, théâtre de la Ville
- 1975 : Le Balcon de Jean Genet, mise en scène Antoine Bourseiller, théâtre du Gymnase
- 1979 : Un balcon sur les Andes d'Eduardo Manet, mise en scène Jean-Louis Thamin, théâtre de Nice ; reprise 1980, théâtre national de l'Odéon ; captation télévisée 1982 : Jacques-la-Tripe
- 1983 : Mort accidentelle d'un anarchiste de Dario Fo, mise en scène Jacques Échantillon, théâtre La Bruyère
- 1984 : Chapitre II de Neil Simon, mise en scène Pierre Mondy, théâtre Édouard VII
- 1988 : Joe Egg de Peter Nichols, mise en scène Michel Fagadau, théâtre de la Gaîté-Montparnasse
- 1992 : Le Siège de Numance de Miguel de Cervantès, mise en scène Robert Cantarella, Festival d'Avignon
- 1992 : Les Émigrés de Sławomir Mrożek, mise en scène Georges Werler, théâtre de Poche Montparnasse
- 1993 : Une folie de Sacha Guitry, mise en scène Jacques Échantillon, théâtre du Palais-Royal
- 1993 : Le Cardinal d'Espagne d'Henry de Montherlant, mise en scène Raymond Gérôme, théâtre de la Madeleine
- 1994 : King Kong Palace ou l'Exil de Tarzan de Marco Antonio de La Parra, mise en scène Vincent Colin, Festival d'Avignon
- 1996 : Les Jumeaux vénitiens de Carlo Goldoni, mise en scène Gildas Bourdet, théâtre de la Criée, théâtre de l’Eldorado, théâtre Hébertot
- 2000 : Mort accidentelle d'un anarchiste de Dario Fo, mise en scène Jacques Échantillon, théâtre La Bruyère
- 2003 : Edgar et sa bonne et Le Dossier de Rosafol d'Eugène Labiche mise en scène Yves Beaunesne, TNP Villeurbanne, Nouveau théâtre d'Angers, théâtre National de Nice, théâtre des Treize Vents, Le Quartz, théâtre de l'Union
- 2004 : Dialogues de bêtes de Colette, mise en scène Anne Kreis, théâtre des Bouffes Parisiens
- 2004 : L'Homme, la bête et la vertu de Luigi Pirandello, mise en scène Jean-Claude Idée, théâtre Montparnasse
- 2006 : Le Baladin du monde occidental de John Millington Synge, mise en scène Marc Paquien, théâtre national de Chaillot, théâtre Vidy-Lausanne, tournée
- 2006 : La Dispute de Marivaux, mise en scène Marc Paquien, théâtre de la Croix-Rousse ; reprise 2007, MC93 Bobigny, théâtre de la Criée
- 2007 : Voltaire's folies d'après Voltaire, mise en scène Jean-François Prévand
- 2008 : Chants d'adieu de Oriza Hirata, mise en scène Laurent Gutmann, Centre dramatique régional de Thionville-Lorraine
- 2009 : Douze hommes en colère de Reginald Rose, mise en scène Stéphane Meldegg, théâtre de Paris ; captation télévisée en 2010 : juré no 10
- 2010 : Et l'enfant sur le loup de Pierre Notte, mise en scène Patrice Kerbrat, théâtre de l'Union ; reprise 2011, théâtre du Rond-Point
- 2013 : La Folle de Chaillot de Jean Giraudoux, mise en scène Didier Long, Comédie des Champs-Élysées
- 2017 : Hôtel des deux mondes de Éric-Emmanuel Schmitt, mise en scène Anne Bourgeois, Théâtre Rive Gauche
- 2017 : Voltaire Rousseau de Jean-François Prévand, mise en scène Jean-Luc Moreau et Jean-François Prévand, Théâtre de Poche-Montparnasse
- 2025 : Le Mariage de Figaro de Pierre-Augustin Caron de Beaumarchais, mise en scène Léna Bréban, La Scala Provence et Paris

## Doublage

### Cinéma
- Dustin Hoffman dans :
  - Confidence (2003) : King
  - Adieu Cuba (2005) : Meyer Lansky
  - Le Parfum (2006) : Giuseppe Baldini
  - Le Merveilleux Magasin de Mr. Magorium (2007) : Edward Magorium
- John Lithgow dans :
  - Happy New Year ( 2011) : M. Cox
  - Mr. Wolff (2016) : Lamar Black
  - Simetierre (2019) : Jud Crandall
- Ted Levine dans :
  - L'Assassinat de Jesse James par le lâche Robert Ford (2007) : James Timberlake
  - American Gangster (2007) : Lou Toback
- Richard Portnow dans :
  - The Spirit (2008) : Donnenfeld
  - Hitchcock (2012) : Barney Balaban
- Bruce McGill dans :
  - Angles d'attaque (2008) : Phil McCullough
  - Night Run (2015) : Pat Mullen
- Bill Smitrovich dans :
  - Sept vies (2009) : George
  - Joker : Folie à deux (2024) : le juge Herman Rothwax
- Robert Davi dans :
  - The Iceman (2013) : Leonard Merks
  - Expendables 3 (2014) : Goran Vata
- 1989 : Un héros comme tant d'autres : Pete (Stephen Tobolowsky)
- 1999 : Mickey les yeux bleus : Bob Connell (Gerry Becker)
- 2000 : Sexy Beast : Don Logan (Ben Kingsley)
- 2000 : The Yards : Paul Lazarides (Victor Argo)
- 2000 : Hellraiser 5 : Inferno : Paul Gregory (James Remar) et Pinhead (Doug Bradley)
- 2002 : Ginostra : Matt Benson (Harvey Keitel)
- 2003 : Lady Chance : Nicky Bonnatto (Arthur J. Nascarella)
- 2004 : Troie : Nestor (John Shrapnel)
- 2005 : L'Interprète : Rory Robb (Eric Keenleyside)
- 2006 : Black Book : Gerben Kuipers (Derek de Lint)
- 2006 : Scary Movie 4 : le narrateur (James Earl Jones)
- 2006 : Hollywoodland : Del (Gareth Williams)
- 2008 : L'Échange : Cook (J.P. Bumstead)
- 2009 : The Informant! : Terry Wilson (Rick Overton)
- 2010 : Mange, prie, aime : Richard (Richard Jenkins)
- 2010 : Kick-Ass : Big Joe (Michael Rispoli)
- 2010 : Mytho-Man : Anthony (Jeffrey Tambor)
- 2010 : American Trip : Jonathan Snow (Colm Meaney)
- 2011 : Le Sang des Templiers : Jedediah Coteral (Jamie Foreman)
- 2011 : Contagion : Père de Ally (Dan Flannery)
- 2012 : La Taupe : Mendel (Roger Lloyd-Pack)
- 2012 : No : Lucho Guzman (Alfredo Castro)
- 2013 : Red 2 : Cobb (Steven Berkoff)
- 2014 : Un amour d'hiver : Humpstone John (Graham Greene)
- 2014 : Jupiter Ascending : Greeghan (Ariyon Bakare)
- 2017 : Line of Fire : Duane Steinbrink (Jeff Bridges)

### Télévision

#### Séries télévisées
- Dexter : Arthur Mitchell/Tueur de la Trinité (John Lithgow)
- Las Vegas : Mari (Tom McGowan)
- Les Experts : Miami : Jerry Blackburn (Michael O'Neill)

#### Téléfilms
- 2006 : Une terre à gagner : Martin Hoffman (Hürrig Hansjürgen)
- 2013 : Phil Spector : Bruce Cutler (Jeffrey Tambor)
- 2015 : Un amour de tortue : M. Hoppy (Dustin Hoffman)

### Jeux vidéo
- 2015 : The Witcher 3: Wild Hunt : le chaman et Hjort
- 2016 : Mafia III : Leo Galente[1]
- 2019 : The Sinking City : Brutus Carpenter

## Distinctions

### Nomination
- Molières 2000 : Nomination au Molière du comédien pour Mort accidentelle d'un anarchiste